# Каменка (приток Колымы)
Каменка — река в России, протекает по территории Среднеколымского улуса Якутии.
Образуется слиянием рек Левой Каменки и Правой Каменки на высоте 57 метров над уровнем моря. Длина — 80 км (от истока Левой Каменки — 279 км, от истока Правой Каменки — 227 км).
Ширина реки в среднем и нижнем течении — 90—105 м, глубина — 1—2 м, дно твёрдое, скорость течения — 0,1—0,7 м/с.
Впадает в реку Колыму в 749 км от её устья по правому берегу.
По данным государственного водного реестра России относится к Анадыро-Колымскому бассейновому округу.